# Rutherfordiu
Rutherfordiu este elementul chimic cu numărul atomic 104 și simbol chimic Rf. Prima oară rutherfordiul a fost obținut la Institutul Unificat pentru Cercetări Nucleare de la Dubna, U.R.S.S.. Inițial, a fost numit kurceatoviu, în cinstea savantului rus Igor Kurceatov (1903-1960). 

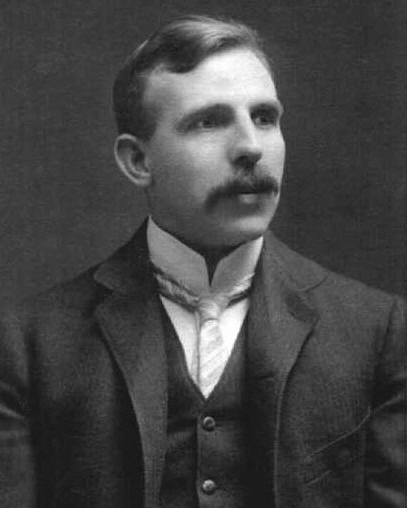
Ernest Rutherford

 Ulterior a fost obținut și la Universitatea Berkeley alți doi izotopi de rutherfordiu prin bombardarea atomilor de Cf cu ioni de C. Americanii au propus numele de rutherfordiu în cinstea fizicianului englez, născut în Noua Zeelandă, Ernest Rutherford (1871-1937). Denumirea de rutherfordiu a fost adoptat de IUPAC în 1997. El este primul element transuranian ce nu aparține seriei actinidelor ci grupei a-IV-a secundară ca omolog al hafniului și la care incepe sa se completeze substratul 6d. Rutherfordiul este un element radioactiv și sintetic; cel mai stabil izotop este 267Rf, ce are timp de înjumătățire de 1,3 ore.

Rutherfordiu

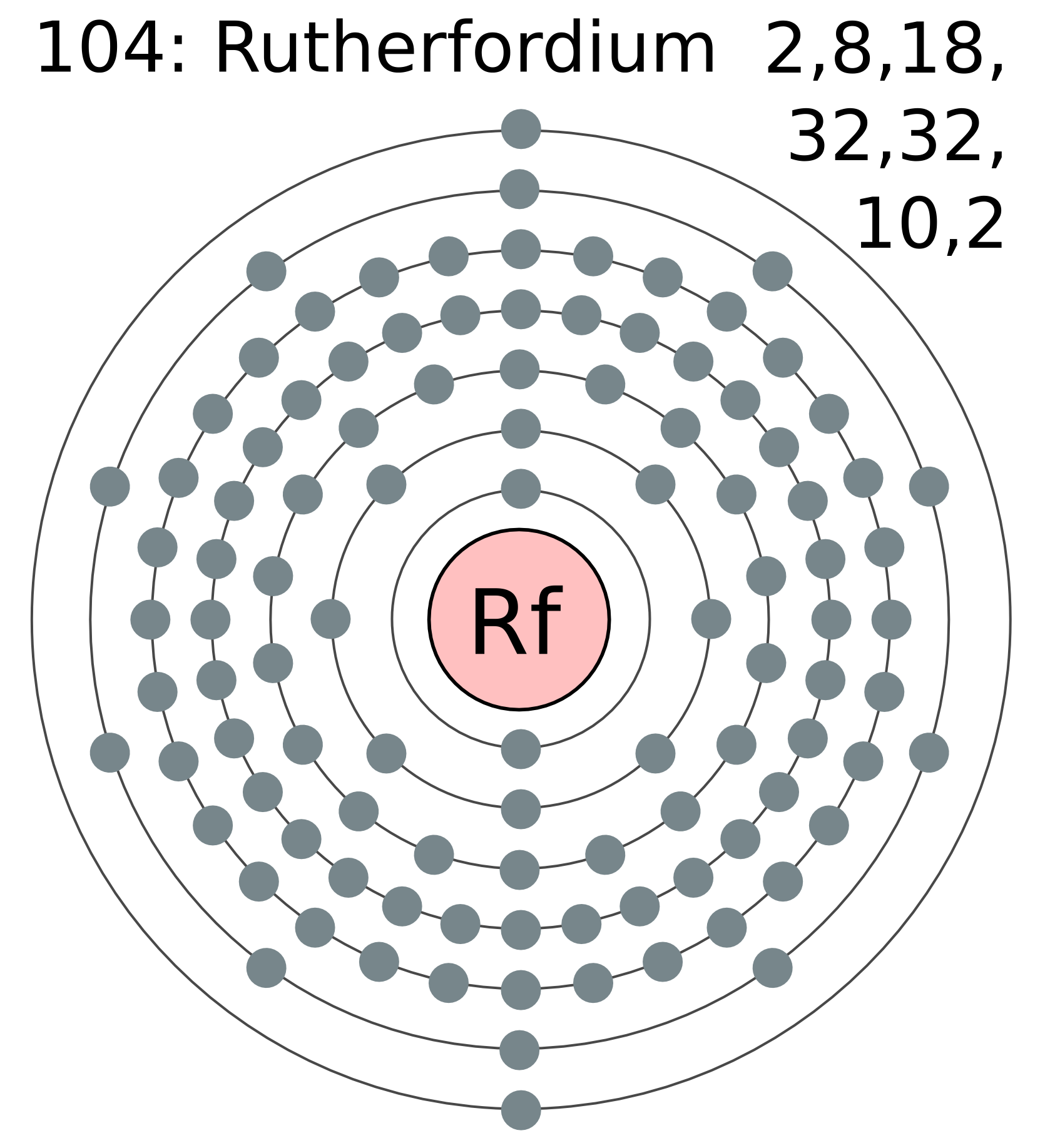
Configurația electronică a atomului de rutherfordiu